# Sint Anna (Tungelroy)
Sint Anna is een korenmolen aan de Tungeler Dorpsstraat in Tungelroy (gemeente Weert) in de Nederlandse provincie Limburg.
De molen werd in 1875 in opdracht van Jan Mathijs Peerlings gebouwd. De bouw had waarschijnlijk te maken met het sluiten van twee waterkorenmolens in 1880, toen de waterhuishouding verbeterd moest worden. Het gevlucht van de molen is in 1939 uitgerust met het Systeem van Bussel.
De molen bleef tot begin van de jaren 70 in gebruik. Toen moest de molenaar zijn bedrijf stoppen en kwam de molen stil te staan. In 1991 kocht de gemeente de Sint Anna en liet de inmiddels vervallen molen restaureren. De molen werd in 2009/2010 opnieuw gerestaureerd en tijdens de Limburgse Molendag op 2/3 oktober 2010 weer feestelijk overgedragen. Sedert 1 januari 2010 heeft de Molenstichting Weerterland het beheer over deze molen.
De roeden van de molen zijn voorzien van het oudhollands hekwerk met zeilen. De molen is ingericht met twee koppel 17der kunststenen waarvan een is open gemaakt zodat het scherpsel van de stenen en de lagering van de bovensteen de z.g. loper goed zichtbaar is. 
Korenmolens:
Sint Anna (Weert) ·
Sint Anna (Tungelroy) ·
Sint Oda ·
Wilhelmus-Hubertus